# Papantla
Papantla de Olarte (Nahuatl: Papantlan, Totonaaks: Cachiquin) is een stadje in de Mexicaanse deelstaat Veracruz. Papantla heeft 51.716 inwoners (census 2005) en is de hoofdplaats van de gemeente Papantla.
Papantla is een van de voornaamste centra van de Totonaken, die de plaats rond 1200 stichtten. De plaats ligt niet ver van de oude Totonaakse stad El Tajín, maar is vooral bekend wegens de voladores van Papantla, een ritueel waarbij vier dansers vanaf een 80 meter hoge paal aan touwen naar beneden cirkelen, de neerdaling van de goden op aarde symboliserend.
Papantla is een van 's werelds grootste productiecentra van vanille. In de precolumbiaanse periode werd de plant door de Totonaken voor het eerst gedomesticeerd, en vanaf de 19e eeuw veroverde de plant de wereld. Nog steeds geurt de plaats regelmatig naar vanille wegens de omliggende vanillevelden, hoewel inmiddels de winning van aardolie de belangrijkste bron van inkomsten is geworden.
De plaats is vernoemd naar Serafín Olarte, een Totonaakse leider die zich aansloot bij de Mexicaanse Onafhankelijkheidsoorlog.